# Monareczka czarnobroda
Monareczka czarnobroda, monarka czarnobroda (Symposiachrus boanensis) – gatunek małego ptaka z rodziny monarek (Monarchidae). Jest endemitem Indonezji. Występuje na wyspie Boano w południowej części archipelagu Moluków. Jej naturalne środowisko to subtropikalne lub tropikalne wilgotne lasy nizinne oraz subtropikalne lub tropikalne wilgotne zarośla. Ze względu na wyjątkowo małą populację i utratę siedlisk IUCN klasyfikuje ją jako gatunek krytycznie zagrożony.

## Taksonomia
Takson ten został opisany w 1939 roku jako podgatunek monareczki okularowej, a następnie sklasyfikowany jako odrębny gatunek w rodzaju Monarcha, aż do przeniesienia do Symposiachrus w 2009 roku.
Nie wyróżnia się podgatunków.

## Morfologia
Mierzy 16 cm długości. Jest to efektownie wzorzysta monarka. Z wierzchu czarna, w tym po bokach głowy, z niewielką białą plamką lub pręgą na czole i białymi zewnętrznymi piórami ogona. Podbródek czarny, reszta spodu ciała biała, w tym policzki. Podobny gatunek – muszarka molucka (Myiagra galeata) – nie ma czarnego podbródka i białego ogona. Brak dymorfizmu płciowego. Młode osobniki są szare z szarym spodem. Głos to wyraźne tjuuu-tjuuu, po którym natychmiast następuje miękki, brzęczący trel, który zanika po około 6 sekundach.

## Występowanie
Gatunek ten jest ograniczony do wyspy Boano, położonej na północny zachód od wyspy Seram, w południowych Molukach, w Indonezji, gdzie wydaje się zajmować bardzo ograniczony obszar (prawdopodobnie nie więcej niż 20% górzystej części wyspy). Zasięg występowania gatunku to 14 km². Pierwotnie znany tylko z jednego okazu zebranego w nieokreślonym miejscu w 1918 roku, został ponownie odkryty w 1991 roku w podgórskim wąwozie Gunung Tahan. Obserwacje w tym samym miejscu w 1994 roku doprowadziły do oszacowania liczby ptaków na 5–10 osobników na 5-hektarowym skrawku lasu. Na podstawie zasięgu dogodnego siedliska oszacowano całkowitą populację na 100–200 osobników (Moeliker i Heij 1995). Pierwsze odnotowanie od 1994 roku miało miejsce w 2011 roku, kiedy to widziano co najmniej 12 osobników i zasłyszano około 20 kolejnych na obszarze lasu wtórnego, gdzie żadnego nie widziano podczas wyprawy w 1994 roku (Eaton 2011), a w kolejnych latach pojawiło się kilka doniesień dotyczących występowania tego gatunku.

## Ekologia i zachowanie
Monareczka czarnobroda jest prawdopodobnie gatunkiem osiadłym i przypuszcza się, że ogranicza się do wyższych części wyspy (ok. 150–700 m lub 150–500 m), chociaż ostatnie obserwacje pochodzą z gęstego wtórnego lasu półzimozielonego, obejmującego drzewa o wysokości do 20 m, w wąwozie między 150 a 200 m. Żerowanie odnotowano nisko (zwykle poniżej 2 m) w zaroślach składających się głównie z Ficus i Coffea spp. oraz zaroślach bambusów (Dendrocalamus spp.). Żeruje pojedynczo, w parach, małych grupach (być może rodzinnych) lub mieszanych stadach z innymi gatunkami ptaków.
Żołądek jednego osobnika zawierał pluskwiaki różnoskrzydłe, chrząszcze (Coleoptera) i larwy małych bezkręgowców.
Brak informacji o rozrodzie; ptaki w upierzeniu młodocianym obserwowano w październiku.

## Status i zagrożenia
W Czerwonej księdze gatunków zagrożonych Międzynarodowej Unii Ochrony Przyrody (IUCN) gatunek został zaliczony do kategorii CR (ang. critically endangered – krytycznie zagrożony). Populację szacuje się na 100–200 osobników, co w przybliżeniu odpowiada 70–130 dojrzałym osobnikom. BirdLife International uznaje trend liczebności populacji za malejący.
Utrata lasów doprowadziła do zniszczenia ekologii wyspy Boano. Ciągła ingerencja najprawdopodobniej wpływa na umiarkowany i ciągły spadek liczebności. Chociaż uważa się, że niedawna wycinka nieodwracalnie wpłynęła na ekosystem wyspy, pozostały płaty lasu na dnie doliny, w których wciąż żyje ta monareczka. Jednak niezwykle niska szacowana wielkość populacji i łatwość, z jaką las w jedynym znanym miejscu występowania może zostać wycięty lub spalony, czyni ją bardzo narażoną na wyginięcie.